# Miryam Quiñones
Miryam Quiñones es una cantora peruana de trova latinoamericana contemporánea.

## Biografía
Cursó comunicación social en la Universidad de Lima.[cita requerida]
De 1998 al 2003 formó parte del conjunto Silvio a la Carta, grupo con el que recreaba temas del cantautor cubano Silvio Rodríguez.
Miryam desarrolla ahora una carrera solista tanto en el Perú como en el extranjero, que la ha llevado ya a cantar en España, Cuba, Costa Rica, El Salvador, Honduras, Guatemala, Bolivia, Brasil, Ecuador, Argentina y Chile.
Del 2002 a la fecha ha compartido escenario con reconocidos trovadores, tales como Silvio Rodríguez, Vicente Feliú, Santiago Feliú, Frank Delgado, Samuel Águila, Pepe Ordás, Silvio Alejandro (Cuba), Adrián Goyzueta (Costa Rica), Francisco Villa (Chile), el dúo Negro y Blanco y Raúl Ybarnegaray (Bolivia), entre otros.
En febrero del 2007, fue la invitada especial en el concierto que el trovador cubano Silvio Rodríguez ofreció en Lima, Perú.
En 2015 recibió el Premio Ibermúsicas y en 2016 obtuvo el Premio Fondo Argentino de Desarrollo Cultural. En 2018 fue designada Licenciataria de la Marca País por PromPerú.

## Discografía
- Locuras. Miryam Quiñones canta a Silvio Rodríguez
- Miryam Quiñones en vivo
- Miryam Quiñones en vivo II
- Eternamente, Chabuca[7][8]